# Jambur Baru
Jambur Baru is een bestuurslaag in het regentschap Mandailing Natal van de provincie Noord-Sumatra, Indonesië. Jambur Baru telt 858 inwoners (volkstelling 2010).